# Frontera entre la República del Congo y la República Democrática del Congo
La frontera entre la República Democrática del Congo y República del Congo es la frontera que separa a la RD del Congo de la República del Congo. La mayor parte de esta sigue el curso del río Congo y de uno de sus afluentes, el Ubangui: su porción fluvial representa probablemente la más larga frontera fluvial del mundo. Con 2 410 kilómetros, se trata igualmente de la decimoquinta frontera terrestre internacional por la longitud, y la segunda en el continente africano después de aquella que separa Angola de la República Democrática del Congo.

## Historia

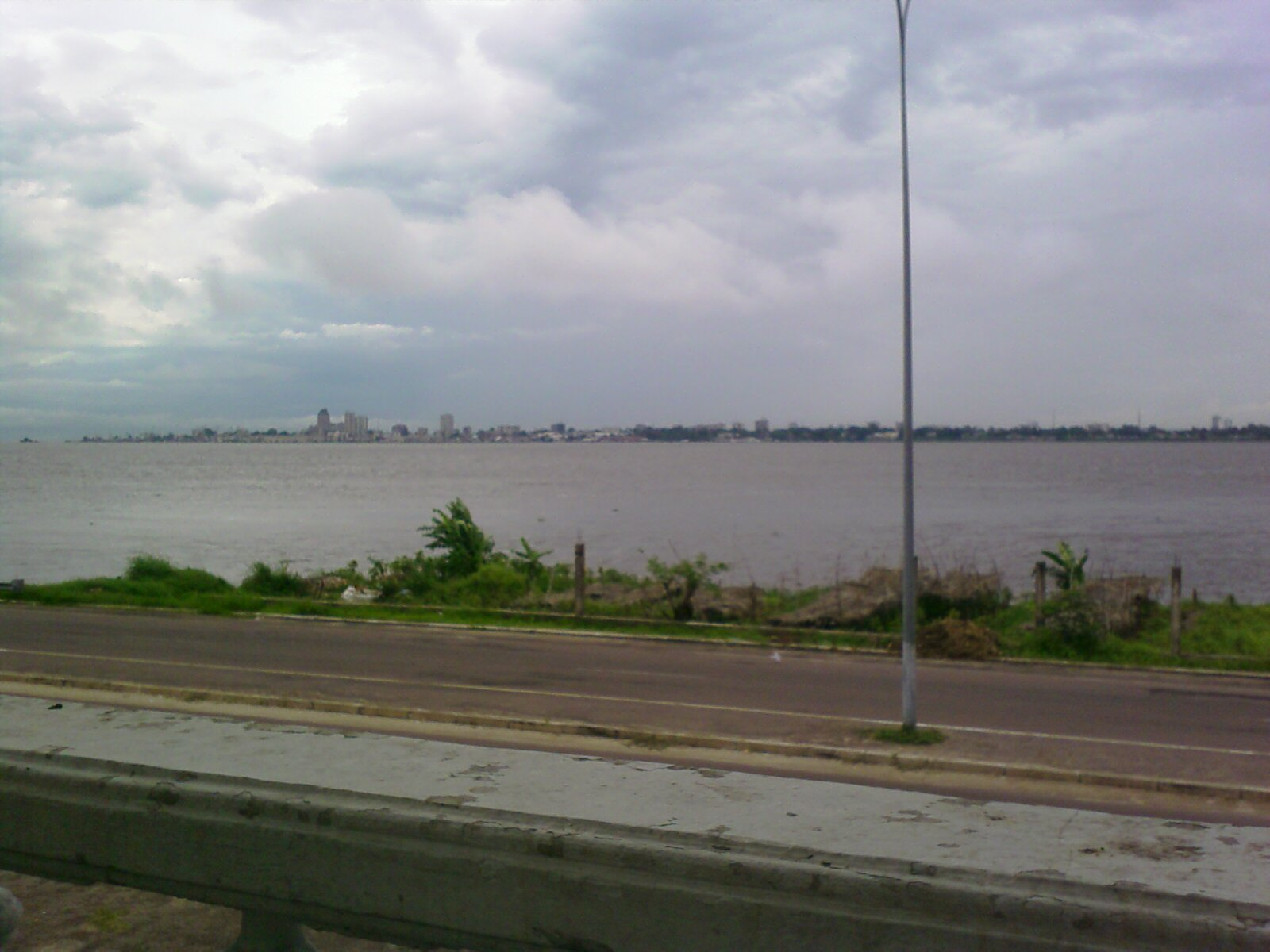
Vista de Kinsasa desde Brazzaville.

En general, el trazado actual de la frontera no separa grupos étnicos diferentes; así, los grupos ngala (a la altura donde confluyen los ríos Congo y el Ubangui) y téké (sobre el curso mediano del río Congo), están presentes en ambos lados del límite. En cambio, corresponde parcialmente al límite septentrional del antiguo Imperio del Congo, y a su frontera con el reino tokolu, si bien nunca sido fijado de manera lineal. 
Las exploraciones de las últimas décadas del siglo XIX condujeron a las potencias coloniales a fijar los límites de sus posesiones en África. Así se produjo la convención del 5 de febrero de 1885 entre el ejecutivo de la República Francesa y la Asociación Internacional del Congo para la délimitación de sus posesiones respectivas. El trazado desde entonces ha sido objeto de varias impugnaciones, incluso de un contencioso ante el CIJ concerniente a la soberanía sobre ciertas islas fluviales; así una intervención de soldados zaireños mataron dos personas en la isla Mbamou el 24 de abril de 1976. Un aumento de las tensiones entre ambos países se observó durante la Guerra Fría, cuando Zaire (hoy República Democrática del Congo) estaba bajo influencia occidental, mientras que la República Popular del Congo estaba bajo influencia soviética. 
Desde el final de la Guerra Fría, las tensiones persistieron. En 1997, durante la guerra civil que opuso al ejército regular y las milicias del presidente Pascal Lissouba contra las milicias de Denis Sassou-Nguesso, el presidente del Congo-Kinsasa, Joseph Kabila, envió tropas del otro lado del río para poner final, según el, a tiros de artillería que apuntaban hacia Kinsasa desde Brazzaville. Los conflictos interiores y exteriores que pasan regularmente ambos países originan desplazamientos de refugiados, así como de tráfico de combatientes y de armas. La frontera, en particular en su porción terrestre (región de Pool) ha sido el teatro de numerosos tráficos ilegales (armas ligeras, droga), en particular durante los años 1990 (periodo de guerras civiles de lado y lado de la frontera). 
Hay igualmente una presión migratoria a lo largo de la frontera, que resulta disparidades económicas entre ambos países: gracias a los ingresos generados por la extracción petrolera, la República del Congo es hoy uno de los países más ricos del África subsahariana (según los datos del FMI, el PIB/hab. a paridad de poder adquisitivo en 2018 es de 6 707 dólares internacionales), mientras que la República Democrática del Congo es el penúltimo rango de la clasificación establecida según los datos del FMI, con 785 dólares internacionales por habitante. Una proporción notable pero difícil a evaluar (las estimaciones van de 10 al 25%) de la población de Brazzaville es originaria de Kinsasa. En otoño 2009, los disturbios en la provincia de Équateur (en RDC) han llevado aproximadamente a 115 000 personas a atravesar la frontera.

## Trazado

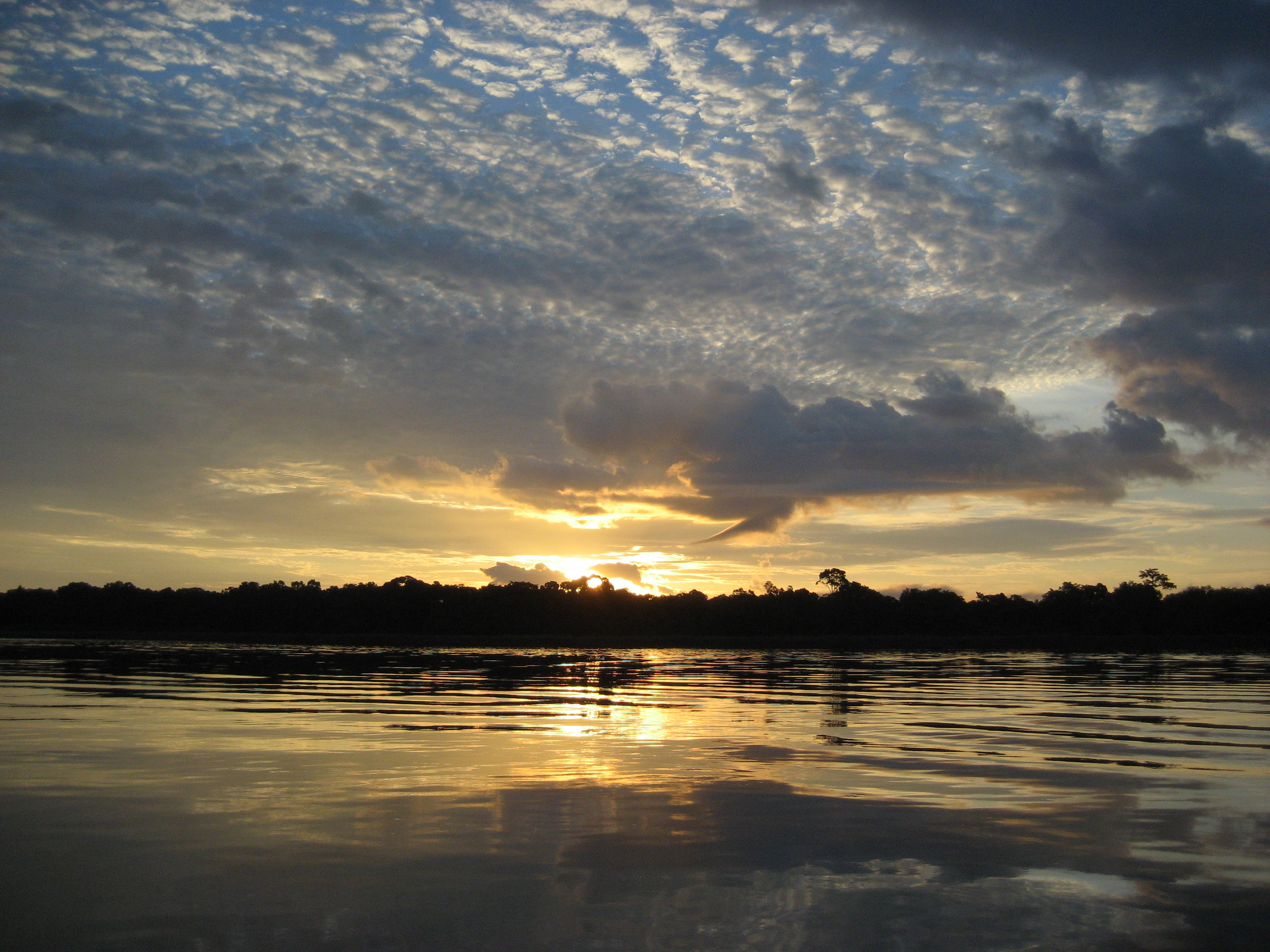
Amanecer sobre una isla fluvial entre República del Congo y la RDC, cerca de Mossaka.

Un primer arreglo entre Francia y la Asociación Internacional del Congo fue negociada los días 23 y 24 de abril de 1884. Preveía, en su artículo 3, que la frontera sería la siguiente, a partir de Stanley-Pool remontando hacia el norte:
- el río Congo hasta el río Bumba;
- el río Bumba hasta su fuente;
- el meridiano que parte de esta fuente.[2]

La convención del 5 de febrero de 1885 menciona los fichas siguientes : 
- el río Chiloango, desde el océano hasta su fuente la más septentrional.
- la cabecera de reparto de las aguas del Niadi-Quillou [hoy Kouilou-Niari] y del Congo hasta la media de Manyanga.
- una línea a determinar y que sigue tanto que posible una división natural del terreno, desemboque entre la estación de Manyanga y la catarata de Ntombo-Mataka, en un punto situado sobre la parte navegable del río.
- el Congo hasta Stanley-Pool.
- la línea media de Stanley-Pool.
- el Congo hasta un punto determinado en medio del río Licona-Nkundja.
- una línea a determinar desde este punto hasta el 17º de longitud este de Greenwich, que sigue, tanto que posible, la línea divisoria de aguas de la cuenca del Licona-Nkundja, que forma parte de las posesiones francesas.
- el meridiano de 17º grados de longitud este de Greenwich.

Esta convención ha sido revisada para la parte septentrional del trazado: a partir de la confluencia de los ríos Ubangui y Congo, la frontera a partir de ahora el curso del Ubangui.

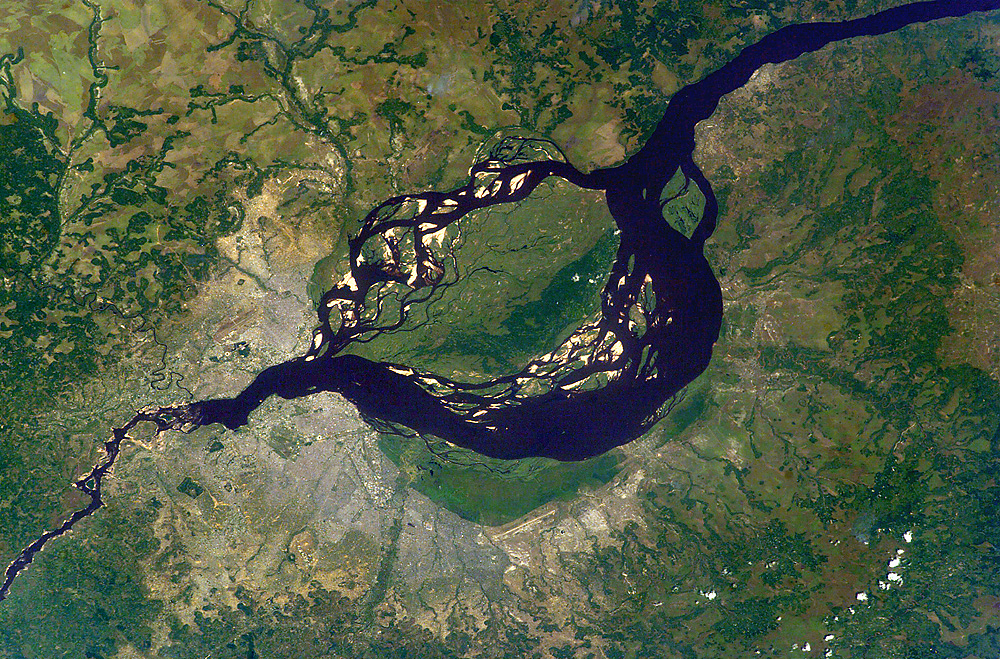
Imagen satelital de la aglomeración Brazzaville (al norte) - Kinshasa (al sur).

El trazado actual corresponde pues, del norte al sur, a la línea media del Ubangui, después del Congo el cual sigue, sobre la más gran parte de la frontera, entre el trifinio República Centroafricana-República del Congo- RDC (situado a una decena de kilómetros en proximidad de la ciudad centroafricana de Mongoumba) y el sitio donde la frontera entre la República del Congo y la RDC pasa a ser terrestre (algunos kilómetros cerca del pueblo de Ntombo-Manyanga, en República del Congo, al sitio donde el río Pioka se lanza en el río del lado oriental). El río se extiende entre la República Centroafricana y Mpouya (hasta una decena de kilómetros de anchura), encuentra numerosas islas fluviales; su flujo es más estrecha hasta Pool Malebo, donde separa las capitales más cercanas del mundo, Brazzaville (República del Congo) y Kinsasa (República Democrática del Congo): la travesía en avión solo dura unos minutos. 
La frontera es luego terrestre ; sigue, grosso modo, un trazado sur-norte hasta Mindouli, después la línea de reparto de las aguas entre la cuenca que parte del Congo (del lado oriental) y aquel del Kouilou-Niari (del lado occidental), de Mindouli a Londela-Kayes, antes de emprender el curso del Loango (llamado Shiloango en RDC y Chiloango en Angola) hasta el tripunto Angola (enclave de Cabinda)-República del Congo-RDC, a algunos kilómetros del pueblo de Moukéké (República del Congo).